# Noël Joseph Madier de Montjaux
Noël Joseph Madier de Montjaux (Bourg-Saint-Andeol, Ardecha, 1755 - Pierrelatte, Droma el 1830) fou un polític i advocat francès.
El 1789 fou elegit diputat als Estats generals en representació de la senescalia de Villeneuve-de-Berg, figurà en la dreta parlamentària, i atacà Mirabeau amb molta vehemència. S'amagà durant el Terror, formà part del Consell dels Cinc-cents, i proscrit després del 18 de Fructidor, es refugià a Barcelona. No tornà a França fins al 18 de Brumari. Posteriorment se'l nomenà magistrat del Tribunal de Lió.

## Nissaga Madier de Montjaux
És pare del polític Paul (1814-1892), avi del polític Noël Francis Alfred (1814-1892), i besavi del violinista Raoul Madier de Montjaux (1841-1909)